# Enrico Berrè
Enrico Berrè (ur. 10 listopada 1992 w Rzymie) – włoski szablista, srebrny medalista olimpijski i czterokrotny medalista mistrzostw świata.
W 2011 roku zdobył srebro drużynowo na mistrzostwach świata juniorów w Jordanii.
Brał udział w igrzyskach olimpijskich w Tokio, gdzie razem z Aldo Montano, Luigim Samele i Lucą Curatolim wywalczył srebrny medal w drużynie. Na tej samej imprezie zajął także siódmą pozycję w rywalizacji indywidualnej. 
Kilkukrotnie zdobywał medale mistrzostw świata w drużynie, w tym złoty na MŚ w Moskwie (2015), srebrny podczas MŚ w Wuxi (2018) oraz brązowe na MŚ w Lipsku (2017) i MŚ w Budapeszcie (2019). 
Wywalczył też między innymi złote medale drużynowo na ME w Zagrzebiu (2013) i ME w Strasbourgu (2014), srebrne na ME w Montreaux (2015), ME w Toruniu (2016), ME w Tbilisi (2017) i ME w Nowym Sadzie (2018) oraz brązowy na ME w Düsseldorfie (2019). Ponadto na ME 2013 był trzeci w rywalizacji indywidualnej